# Pierluigi Lavagnino
Pierluigi Lavagnino (Chiavari, 22 ottobre 1933 – Milano, 7 febbraio 1999) è stato un pittore italiano.

## Biografia
Pierluigi Lavagnino nasce a Chiavari nel 1933. Frequenta il Liceo Artistico a Genova. Dai primi anni cinquanta inizia a dipingere, studiando incessantemente i grandi artisti del passato, da Paul Cézanne e i post-impressionisti agli impressionisti, a Courbet, Turner, fino ai paesaggisti olandesi del Seicento. Viaggia all'estero per vedere direttamente le opere e medita sui contemporanei, soprattutto gli informali Jean Fautrier e Nicolas De Staël.
Nel 1956 si trasferisce a Milano, in quegli anni capitale italiana dell'arte; inizia a frequentare la Galleria Il Milione e conosce Renato Birolli ed Ennio Morlotti. Nel 1958, per interessamento di Birolli, riesce ad allestire la prima mostra alla Galleria Montenapoleone, insieme ad altri giovani artisti. Instaura rapporti di amicizia con Della Torre, Chighine, Ossola, Ruggero Savinio, Forgioli, Olivieri, Guenzi.
Nel 1959 tiene la prima mostra personale alla Galleria Senatore di Stoccarda. Nel 1966 viene invitato alla Biennale di Venezia.
Negli anni seguenti, proseguono in tutta Italia le mostre, personali e collettive. Del 1992 è la prima grande mostra antologica, organizzata dalla Provincia di Reggio Emilia. Negli anni novanta partecipa a importanti collettive: Paesaggi italiani (1991), L'opera su carta (1994), Elogio della Pittura (1994), Pittura come pittura (1995), Figure della pittura (1995), Da Monet a Morandi, paesaggio dello spirito (1997), Da Fattori a Burri (1998), Anteprima (1998), Elogio del pastello (1999).
Muore a Milano nel 1999. Tra le esposizioni postume si segnalano Pierluigi Lavagnino. Opere 1952-1998 (1999, Reggio Emilia), Pierluigi Lavagnino. 1933-1999 (2001, Chiavari), Pierluigi Lavagnino nelle collezioni acquesi (2001, Acqui Terme), Lavagnino Opere scelte 1956-1998 (2007, Brescia) e Lavagnino. Uno sguardo informale (2019, Genova).